# Drosophila dentissima
Drosophila dentissima är en tvåvingeart som beskrevs av Bock och Wheeler 1972.

## Taxonomi och släktskap
Drosophila dentissima ingår i släktet Drosophila och familjen daggflugor.

## Utbredning
Artens utbredningsområde är södra Afrika.